# Энантиомерный избыток
Энантиомерный избыток (ee) — это мера чистоты, используемая в стереохимии для хиральных веществ.
Он отражает степень, в которой проба содержит один энантиомер в большем количестве, чем другой. Рацемическая смесь имеет ee 0%, тогда как отдельный, полностью чистый энантиомер, имеет ee равное 100%. Образец с 70% одного энантиомера и 30% другого имеет ee равное 40% (70% − 30%).

## Определение
Энантиомерный избыток определяется как абсолютная разница между мольной долей каждого энантиомера: 
{\displaystyle \ ee=|F_{R}-F_{S}|}, где
{\displaystyle \ F_{R}+F_{S}=1}

На практике, его чаще всего выражают в виде процента энантиомерного избытка:
| {\displaystyle \ \%ee=({\|}F_{R}-F_{S}{\|}\times 100)\ } |

Энантиомерный избыток можно определить другим способом, в случае, если известно количество каждого полученного энантиомера:
| {\displaystyle \ \%ee=((R-S)/(R+S)\times 100)\ } |

Энантиомерный избыток используется как один из показателей успешности асимметрического синтеза. Для смесей диастереомеров существуют аналогичные определения: диастереомерный избыток и процент диастереомерного избытка .
В качестве примера можно привести образец с 70 % R изомера и 30 % S будет иметь процентный энантиомерный избыток 40. Это также можно рассматривать как смесь 40 % чистого R с 60 % рацемической смеси (которая вносит половину 30 % R и другая половина 30 % S к общему составу).
Если дан энантиомерный избыток {\displaystyle \ \%ee} смеси, доля основного изомера, скажем, R, может быть определена как{\displaystyle \ F_{R}=50+(\%ee/2)} и другого -  {\displaystyle \ F_{S}=50-(\%ee/2)}.
Нерацемическая смесь двух энантиомеров будет иметь чистое (суммарное) оптическое вращение. Можно определить удельное вращение смеси, а зная удельное вращение чистого энантиомера, можно определить оптическую чистоту. 
оптическая чистота (%) = {\displaystyle {\frac {{[\alpha ]}_{obs}}{{[\alpha ]}_{max}}}*100\%}
В идеальном случае, вклад каждого компонента смеси в общее оптическое вращение прямо пропорционален его мольной доле, и в результате численное значение оптической чистоты идентично энантиомерному избытку. Это привело к неформальному использованию этих двух терминов как взаимозаменяемых, особенно потому, что оптическая чистота была традиционным способом измерения энантиомерного избытка. Однако теперь для измерения количества каждого энантиомера по отдельности можно использовать другие методы, такие как хиральная колоночная хроматография и ЯМР-спектроскопия .
Идеальная эквивалентность между энантиомерным избытком и оптической чистотой не всегда соблюдается. Например,
- Установлено, что удельное вращение (S)-2-этил-2-метилянтарной кислоты зависит от концентрации
- В так называемом эффекте Хоро связь между ее на основе молей и ее на основе оптического вращения может быть нелинейной, например, в примере с янтарной кислотой оптическая активность при ее 50% ниже ожидаемой[3].
- удельное вращение энантиочистого 1-фенилэтанола может быть усилено добавлением ахирального ацетофенона в качестве примеси[4].

Термин «энантиомерный избыток» был введен в 1971 году Моррисоном и Мошером в их публикации «Асимметричные органические реакции» .  Использование энантиомерного избытка утвердилось благодаря его исторической связи с оптическим вращением. Было предложено заменить концепцию ee на концепцию er, которая обозначает энантиомерное отношение или er (S:R)  или q (S/R), поскольку определение оптической чистоты было заменено другими методами, которые напрямую измеряют R и S, и поскольку это упрощает математические расчеты, такие как расчет констант равновесия и относительных скоростей реакций. Те же аргументы справедливы для изменения диастереомерного избытка (de) на диастереомерное отношение (dr).